# Yushania baishanzuensis
Yushania baishanzuensis är en gräsart som beskrevs av Zheng Ping Wang och Guang Han Ye. Yushania baishanzuensis ingår i släktet yushanior, och familjen gräs. Inga underarter finns listade i Catalogue of Life.